# Sueño de Polífilo
Hypnerotomachia Poliphili (/hiːpˌnɛəroʊtəˈmɑːkiːə pəˈliːfəˌliː/; del griego hypnos, ‘sueño’, eros, ‘amor’ y mache, ‘lucha’), o el Sueño de Polífilo (discurso del) en castellano, es una obra de Francesco Colonna (1467). 
La edición original apareció en Venecia en 1499, en la imprenta de Aldo Manucio, con importantes xilografías, obra del llamado Maestro del Sueño de Polífilo. Constituye una verdadera obra maestra del arte del libro, y obtuvo un gran éxito en el siglo XVI y en el siglo XVII, siendo traducido rápidamente a diversas lenguas. Con ilustraciones refinadas de grabados en madera en un estilo temprano del renacimiento, Hypnerotomachia Poliphili presenta una misteriosa alegoría en la que Poliphilo persigue el amor de Polia a través de un paisaje de ensueño, y al parecer, es al final reconciliado con ella por la Fuente de Venus.

## Historia
El libro fue impreso por Aldus Manutius en Venecia en diciembre de 1499. El libro es de autor desconocido, pero un acróstico formado por la primera letra elaboradamente decorada en cada capítulo del original italiano dice: POLIAM FRATER FRANCISCVS COLVMNA PERAMAVIT "El hermano Francisco Colonna ha amado mucho Polia". A pesar de esto, los eruditos también han atribuido el libro a León Battista Alberti, y más temprano, a Lorenzo de Medici. La última contribución a este respecto fue la atribución a Aldus Manutius, y un diferente Francesco Colonna, este último, un rico gobernador romano. El autor de las ilustraciones es aún más incierto.
El tema se encuentra dentro de la tradición del género del romance dentro de las convenciones del amor cortesano, que todavía proporcionaba temas atractivos para los aristócratas del Quattrocento. La Hypnerotomachia también se basa en una tradición humanista de escritos arcanos como una demostración del pensamiento clásico.
El texto del libro está escrito en un latín italiano extraño, lleno de palabras basadas en raíces latinas y griegas sin explicación. El libro, sin embargo, también incluye palabras de la lengua italiana, así como ilustraciones incluyendo palabras árabes y hebreas; Colonna también inventó nuevos idiomas cuando los que tenía disponibles eran inexactos. También contiene algunos usos de los jeroglíficos egipcios, pero no son auténticos, la mayoría de los cuales se extraen de un texto medieval llamado Hieroglyphica de origen dudoso. Su historia, que se establece en 1467, consiste en preciosas y elaboradas descripciones de escenas que implican al personaje principal del título, Poliphilo ( "Amigo de Muchas Cosas", del griego Polloi "Muchos" + Philos "Amigo"), mientras vagaba por una especie de país de ensueño bucólico-clásico en busca de su amor Polia ( "Muchas Cosas"). El estilo del autor es elaboradamente descriptivo y despreocupado en su uso de superlativos. El texto hace frecuentes referencias a la geografía clásica y a la mitología, principalmente a modo de comparación.
El libro ha sido buscado desde hace mucho tiempo como una de las incunables más hermosas jamás impresas. La tipografía es famosa por su calidad y claridad, en una tipografía romana cortada por Francesco Griffo, una versión revisada de un tipo que Aldus había utilizado por primera vez en 1496 para el De Aetna de Pietro Bembo. El tipo fue revivido por la Corporación Monotype en 1923 como Poliphilus. Otro renacimiento de la versión anterior del tipo de Griffo, fue terminado bajo dirección de Stanley Morison en 1929 como Bembo. Se cree que el tipo es uno de los primeros ejemplos de la tipografía en cursiva, y único en Aldine Press en incunabula.
El libro está ilustrado con 168 exquisitas xilografías que muestran el paisaje, la configuración arquitectónica y algunos de los personajes que Poliphilo encuentra en sus sueños. Representan escenas de las aventuras de Poliphilo, o las características arquitectónicas sobre las cuales el texto rapsodiza, en una línea a la vez cruda y adornada del estilo del arte que se integra perfectamente con el tipo. Estas imágenes también son interesantes porque arrojan luz sobre lo que la gente en el Renacimiento imaginaba sobre las supuestas cualidades estéticas de las antigüedades griegas y romanas. En los Estados Unidos, un libro sobre la vida y las obras de Aldus Manutius de Helen Barolini se estableció en páginas que reproducen todas las ilustraciones y muchas de las páginas completas de la obra original, reconstruyendo el diseño original.
El psicólogo Carl Jung admiraba el libro, creyendo que las imágenes de los sueños presagiaban su teoría de los arquetipos. El estilo de las ilustraciones de xilografía tuvo una gran influencia en ilustradores ingleses de fines del siglo XIX, como Aubrey Beardsley, Walter Crane y Robert Anning Bell.
Hypnerotomachia Poliphili fue parcialmente traducido al inglés en una edición de Londres de 1592 por "R.D.", que se cree que es Robert Dallington, que le dio el título por el que es más conocido en inglés, "La Lucha del Amor en un Sueño" (The Strife of Love in a Dream). La primera versión completa en inglés fue publicada en 1999, quinientos años después del original, traducida por el musicólogo Joscelyn Godwin. Sin embargo, la traducción utiliza lenguaje estándar y moderno, en lugar de seguir el patrón original de acuñar y pedir prestado palabras.
Desde el 500 aniversario en 1999, también se han publicado varias traducciones modernas: en el italiano moderno como parte de la edición grande (vol. 1: fac-símile, volumen 2: traducción, ensayos introductorios y más de 700 páginas de comentarios) editado por Marco Ariani y Mino Gabriele; en español por Pilar Pedraza Martínez; en holandés con un volumen de comentario de Ike Cialona; en alemán, el comentario insertado en el texto, por Thomas Reiser.
Una traducción completa al ruso por el historiador de arte Boris Sokolov está en curso, de los cuales "Cythera Island" parte fue publicado en 2005 y está disponible en línea. El libro se planea como una reconstrucción exacta de la disposición original, con tipos cirílicos y la tipografía elaborada por Sergei Egorov.
Diez de los monumentos descritos en la Hypnerotomachia fueron reconstruidos por computación gráfica y fueron publicados por primera vez por Esteban A. Cruz en 2006, y en 2012. En 2007, estableció un proyecto completo de diseño y estudio: Formas Imaginisque Poliphili, un proyecto de investigación independiente en curso con el objetivo de reconstruir el contenido de la Hypnerotomachia Poliphili a través de un enfoque multidisciplinario y con la ayuda de la tecnología de reconstrucción virtual y métodos tradicionales.

## Contenido y resumen

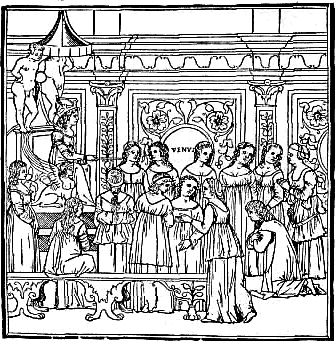
Polífilo se arrodilla ante la Reina Eleuterylida.

Se trata de «uno de los libros más curiosos y enigmáticos salidos de las prensas», «oculta una rara hermosura y un apasionado anhelo de perfección, sabiduría y belleza absolutas, bajo el signo del Amor», «desde el mismo siglo XVI se ha visto rodeado de un aura de esoterismo enfermizo», «está, todavía hoy, envuelto en misterios».
«En realidad, es un injerto de poema alegórico de estirpe medieval y enciclopedia humanística de vocación totalizadora, ya que contiene una ingente amalgama de conocimientos arqueológicos, epigráficos, arquitectónicos, litúrgicos, gemológicos y hasta culinarios».
El libro comienza con Poliphilo, que ha pasado una noche inquieta porque su amada, Polia, lo rechazó. Poliphilo es transportado a un bosque salvaje, donde se pierde, encuentra dragones, lobos y doncellas y una gran variedad de arquitectura fantástica, escapa y se duerme una vez más.
Entonces despierta en un segundo sueño, soñado dentro del primero. En el sueño, algunas ninfas lo llevan a conocer a su reina, y allí se le pide que declare su amor por Polia, cosa que hace. Luego es dirigido por dos ninfas a tres puertas. Elige la tercera, y allí descubre a su amada. Ellos son llevados por algunas ninfas más a un templo para casarse. En el camino se encuentran cinco procesiones triunfales celebrando la unión de los amantes. Luego son llevados a la isla de Cythera por barco, con Cupido como contramaestre; allí ven otra procesión triunfal celebrando su unión. La narración se interrumpe, y una segunda voz toma el relevo, con Polia describiendo su erotomanía hacia Polifilo desde su propio punto de vista.
Poliphilo reanuda su narración después de un quinto del libro. Polia rechaza a Poliphilo, pero Cupido se le aparece en una visión y la obliga a regresar y besar a Poliphilo, que ha caído en un desmayo mortal a sus pies, de vuelta a la vida. Venus bendice su amor, y los amantes se unen por fin. Como Poliphilo está a punto de tomar a Polia en sus brazos, Polia desaparece en el aire y Poliphilo se despierta.

## Repercusión literaria

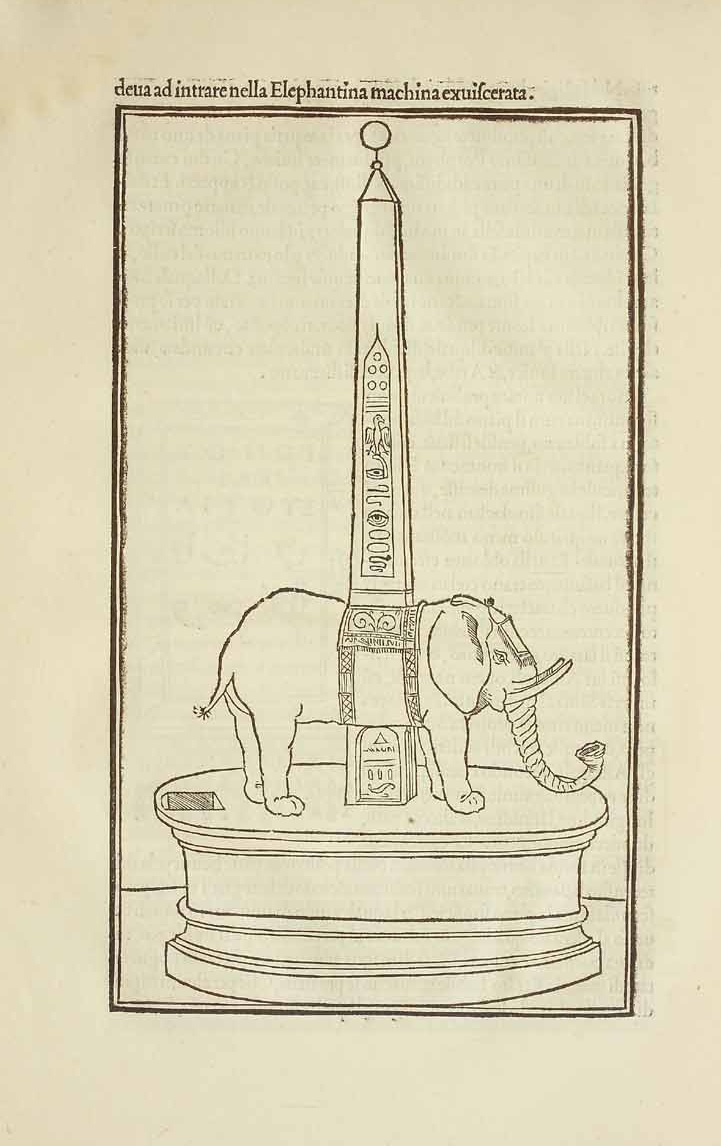
Una imagen del libro, probablemente usada como inspiración en el Obelisco de la Piazza della Minerva de Roma.

Algunas de sus alusiones en la literatura han sido:
- El libro se menciona brevemente en las historias de Gargantua y Pantagruel (1532-34) de François Rabelais: "Lejos de otra manera hicieron hasta ahora los sabios de Egipto, cuando escribieron por las letras, que llamaron los jeroglíficos, que ningunos entendidos que no eran expertos en la virtud, la propiedad y la naturaleza de las cosas que representan, de las cuales Orus Apollon tiene en griego dos libros, y Polyphilus, en su Sueño de Amor, deja más ... "(Libro 1, cap.9)
- En el prefacio de su primera novela, Ibrahim ou l'illustre bassa (1641), Madeleine de Scudéry aconseja a los novelistas que eviten descripciones ornamentales como "Polifilo en sus sueños, que ha puesto los términos más extraños" (1652, traducción en inglés)
- La novela de 1993 El Club Dumas de Arturo Pérez-Reverte menciona la edición de 1545 de la Hypnerotomachia (capítulo 3). El libro se menciona nuevamente en la película de Polanski de 1999, La novena puerta, basada libremente en la novela de Pérez-Reverte (esta vez, por su título italiano, "La Hypnerotomachia di Poliphilo").
- El título y muchos temas de la novela de 1994 de John Crowley: Love & Sleep (Amor y Sueño; parte de su serie de Ægypt) se derivaron de la Hypnerotomachia.
- La novela Dood meisje de Geerten Meijsing (2000) se refiere de muchas maneras a la Hypnerotomachia.
- Sus elementos crípticos e iconográficos han sido objeto central de la exitosa novela de misterio de Ian Caldwell y Dustin Thomason The Rule of Four (El enigma del cuatro [2004]) ambientada en la Universidad de Princeton. En la novela, dos estudiantes intentan descodificar los misterios de Hypnerotomachia Poliphili.
- La novela de 2004 de Umberto Eco: La misteriosa llama de la Reina Loana, cuenta con un protagonista cuya tesis doctoral fue escrita sobre la Hypnerotomachia.
- Mucho se ha especulado sobre su influencia en los posteriores relatos de caballería, así como la inferencia que tiene en El Quijote de Miguel de Cervantes, ya que se ha dicho (aunque no confirmado) que él, así como muchos autores que coleccionaban literatura caballeresca poseían un ejemplar.